# Tóth Rózsa
Feuer Istvánné Tóth Rózsa (Zalaegerszeg, 1928. február 3. – Budapest, 1985. április 27.) magyar muzeológus, művészettörténész; a művészettörténeti tudományok kandidátusa.

## Életpályája
A budapesti tudományegyetemen szerzett művészettörténész diplomát. A Budapesti Történeti Múzeumban dolgozott.
Tanulmányai jelentek meg a Mátyás-kori építőművészetről különböző szaklapokban. Ő rendezte „A középkori Buda királyi várpalotája és gótikus szobrai” című állandó kiállítást a Budavári Palotában.

## Magánélete
Férje, Feuer István (1928–2017) vegyészmérnök volt. Egy fiuk született: Feuer Gábor, aki matematikus lett.
Sírja az Új köztemetőben található (32/1-26-1).

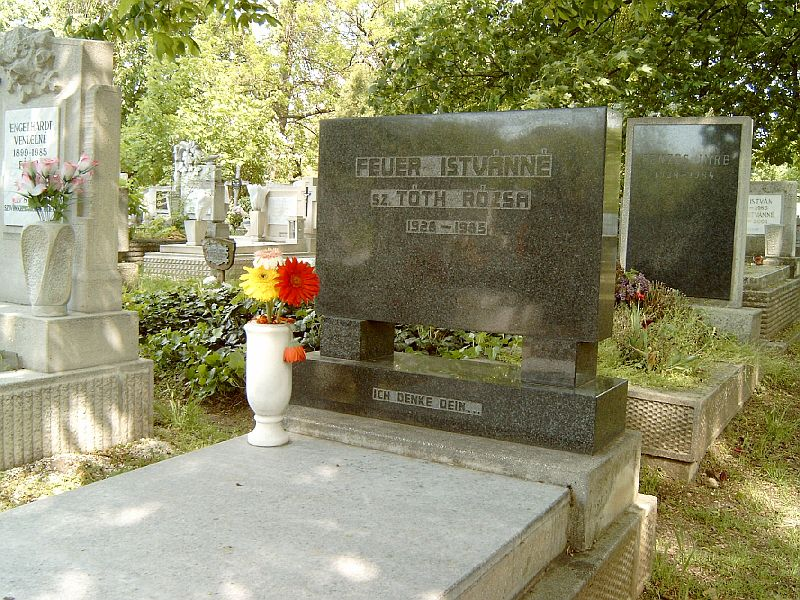
Sírja Budapesten az Új köztemetőben: 32/1-26-1.

## Művei
- A Margitsziget (Budapest, 1955)
- Reneszánsz építészet Magyarországon (Budapest, 1977)
- A művészet története Magyarországon a honfoglalástól napjainkig (szerkesztette: Aradi Nóra, társszerző, Budapest, 1983)